# 落馬
落馬（らくば）は、馬から騎乗者が落下することである。
一般的に騎乗者の足は鐙（あぶみ）に架かっているため、落馬が発生すると上半身（特に頭）から落下することがよくあり、大きな怪我を負ったり、場合によっては死に至ることも少なからずある。

## 歴史における落馬
歴史上の人物には、落馬による怪我が致命傷となった人物がいる。
源頼朝
『吾妻鏡』によれば、源頼朝は1199年に落馬の影響で死亡したとする。ただし、異説もある。
チンギス・カン
チンギス・カンは1225年の西夏への遠征の際に行った狩猟中の落馬がもとで亡くなったとする説がある。ただし、敵から受けた矢傷が死因であるとする説や雷に撃たれたことが死因となったとする説など異説が多くある。
落馬事故で死亡した歴史上の人物に関してはCategory:落馬事故死した人物を参照。詳細は当該人物の項目を参照。

## 競馬における落馬

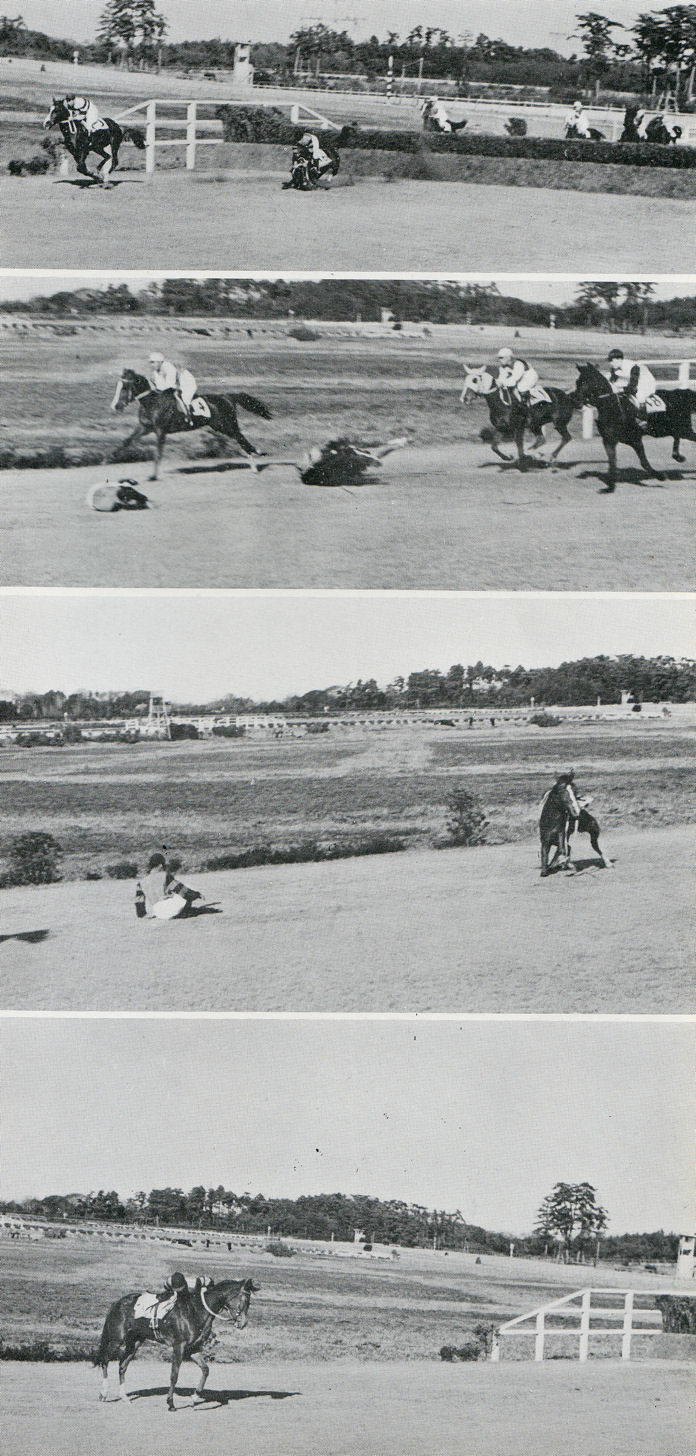
障害競走における落馬と再騎乗を試みる様子

競馬において、競走中に落馬した場合には、落馬した地点で再騎乗するか、騎乗後に落馬した地点まで引き返さなければならず、これに違反すると失格となる（日本中央競馬会競馬施行規程114条第2項及び123条）。この場合、当該馬が関わる馬券の購入金額の返還もされない。再騎乗は障害競走では見られることがある。これは、障害競走における落馬は馬に故障がないことがあり、また完走すれば他馬の落馬等で賞金が得られる順位まで繰り上がる可能性も平地競走より高いためである。
また、他馬の進路を妨害して落馬せしめた場合、妨害した馬は失格となる。加害馬に騎乗していた騎手は騎乗停止などの制裁が課される。
一方で、競走開始前に騎手が落馬した場合は失格とはならず、騎手が再騎乗し競走能力が十分あると判断された場合はそのまま競走が行われる。但し落馬の際に騎手もしくは競走馬が競技続行が難しいほどの深手を負った場合や、競走馬が落馬後に逸走し著しい疲労状態となった場合は、そのまま競走除外となる場合がある。この場合は失格ではないため、レース後にその馬が関わる馬券の購入金額の返還が行われる。なお騎手が落馬したまま走っている馬は空馬と呼ばれる。なお、ゴール入線後に馬を止めようとして落馬が起きた場合には空馬の確保が行われるだけで、馬体検査などは行われず、進路妨害なく馬券に絡む順位で入線した際にはそのままその到達順位で確定となり、払い戻しが行われる。
日本の競馬では2017年よりルールの国際調和及び騎手と馬の保護の観点から、競走において騎手が落馬した場合に、再騎乗して競走を継続することが禁止されることになった。
なお、ばんえい競馬では騎手がそりに乗っているため、落馬ではなく落橇（らくそり）と呼ばれる。

### 落馬の発生要因
落馬によって数度重傷を負った経験を持つ田原成貴は、落馬が発生する要因として以下の6点＋1点を挙げ、これらが複雑に絡み合い危険な事故につながると述べている。
1. 騎乗馬の躓きや故障
2. 騎乗馬の気性（馬が進行方向を突然変えるなど）
3. 騎乗馬が前の馬に乗りかかる（脚をさらわれるなど）
4. 他馬による進路妨害（3につながる）
5. 他馬の落馬に巻き込まれる
6. 鞍ずれ、鐙が割れるなど馬具の異常
7. ほかの騎手による妨害行為（処罰の対象となる）

また田原は、落馬事故が発生した場合、馬ごと転倒する、自分だけ投げ出される、騎乗馬のほぼ真下に落ちるといった落ち方の違いによっても、怪我の度合いや落ちた後に取るべき対応が異なるが、多くの場合は心の準備がないまま発生する一瞬の出来事であるため、落ちた後にどのような結果となるかは結局のところ運任せであると述べている。一方で、自馬の突発的な故障やもらい事故など不可抗力によるもの以外は、競走中の各馬の状態や流れを見極めるといった騎手の判断によって事故を確実に減らすことはできるとしている。

## 競走中の落馬によって命を落としたり、騎手生命を絶たれた日本の騎手

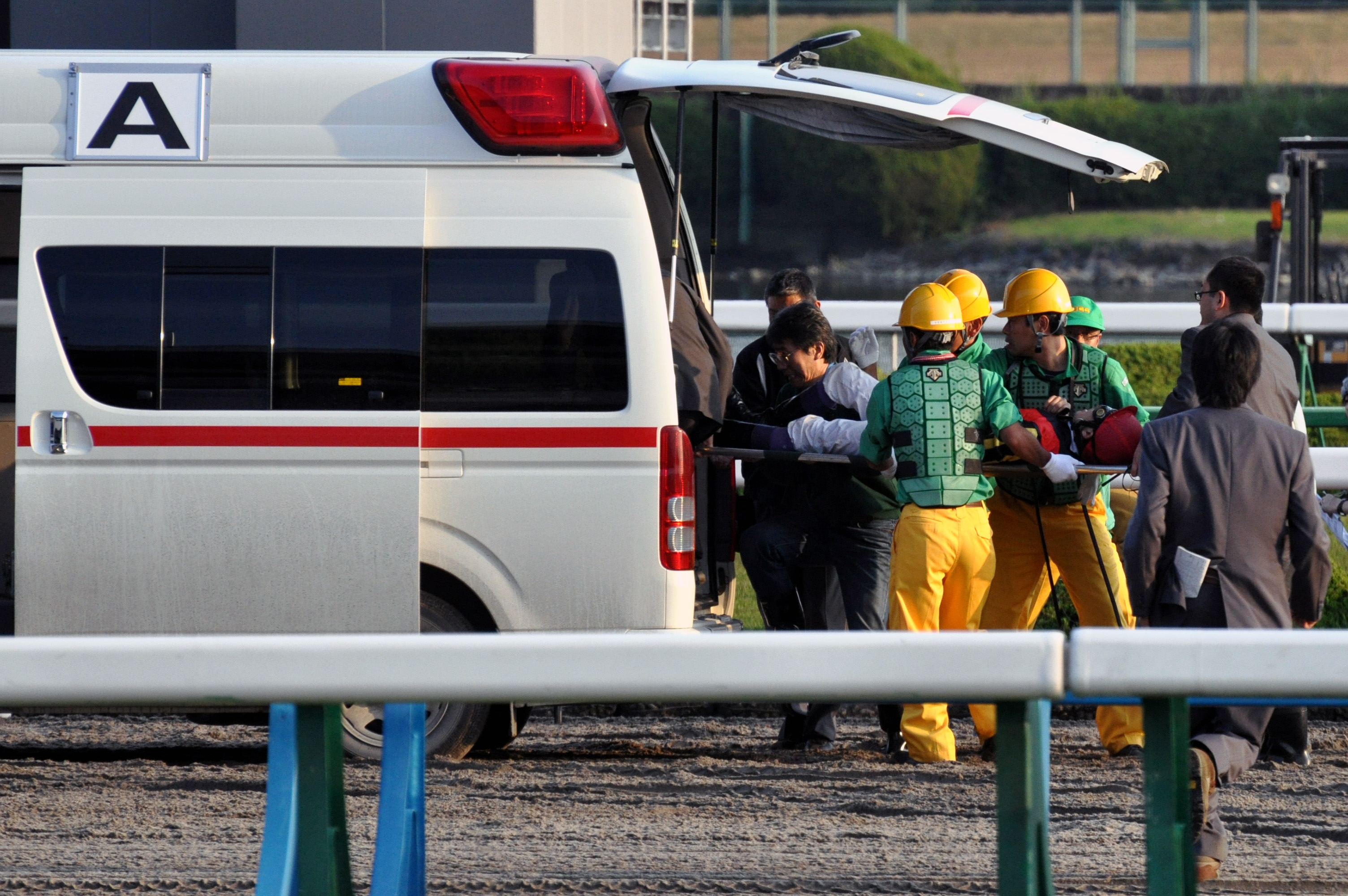
レース中に落馬し、救急車に搬送される騎手

本項では落馬により死亡、騎手生命を絶たれた人物について抜粋記述する。
- 加藤義雄（日本レース・倶楽部・1933年落馬、死亡）5月13日の横浜競馬場第2競走（抽籤新馬）で、9頭中5頭が落馬した事故で殉職。加藤は本競走がこの年最初の騎乗で、単勝1番人気馬に騎乗しての悲劇であった。
- 茂木勢一（日本競馬会・1938年落馬、死亡）4月3日の中山競馬場第7競走（抽籤馬障害特ハン）で落馬。
- 吉田弘（日本競馬会・1940年落馬、死亡）3月29日の小倉競馬場第5競走（古呼障害）で落馬、後続馬に蹴られて即死した。
- 村口繁一（日本競馬会・1942年落馬、死亡）10月4日の阪神競馬場第8競走（呼馬障害）で落馬し、14日死去。
- 武富三（日本競馬会・1944年落馬、死亡）5月7日の東京競馬場での春季能力検定競走（第7競走・呼馬障害）でイソノマツに騎乗して落馬。この日既に1勝2着1回を挙げ、開催期間中6勝を記録していた中での事故であった。
- 岩瀬三郎（日本競馬会・1948年落馬、死亡）5月15日の東京競馬場第4競走（アラブ系障害）で落馬。
- 吉田昌祐（国営競馬・1949年落馬、死亡）3月13日の東京競馬場第4競走（アラブ系障害特ハン）で落馬。
- 横山靖（国営競馬・1953年落馬、死亡）2月18日の小倉競馬第6競走（サラ系4歳）で落馬し、夜に死去。武田文吾は義兄。
- 田畑志郎（国営競馬・1953年落馬、死亡）5月10日の東京競馬場第4競走（サラ系障害）で落馬し、11日死去。
- 谷岡敏行（国営競馬・1953年落馬、死亡）朝日杯3歳ステークスでの事故であった
- 西橋康郎（中央競馬・1955年落馬、死亡）1月9日の京都競馬場第4競走（サラ系障害）で落馬し、11日死去。西橋は1936年生まれで、1954年3月にデビュー。わずか19歳2ヶ月での悲劇であった。
- 若松幸治（中央競馬・1955年落馬、死亡）8月4日の小倉競馬場での調教中に、腹帯が切れて騎座変により落馬し即死した。
- 大柳英雄（中央競馬・1955年落馬、死亡）死亡年度の全国リーディング7位。2年目での悲劇。
- 鳥谷部実（中央競馬・1955年落馬、死亡）11月17日の中山競馬第4競走（サラ系障害）で、1コーナーで転倒した馬に巻き込まれて落馬し、21日に死去。
- 阿部正太郎（中央競馬・1956年落馬、引退）のち調教師として厩舎を開き、加賀武見を見出す。
- 矢倉義勇（中央競馬・1959年落馬、一時回復するも1962年死亡）
- 柴田富夫（中央競馬・1960年落馬、死亡）3月3日の東京競馬場での障害試験中の落馬により殉職。この事故を契機に、調教中でも救急車が馬場内に待機する様になった。
- 茂木光男（中央競馬・1960年落馬、死亡）
- 目時重男（中央競馬・1960年落馬、1961年死亡）
- 近藤武夫（中央競馬・1960年落馬、1961年死亡）
- 菅村恭一（中央競馬・1961年落馬、死亡）12月9日の阪神競馬第8競走で、4コーナー通過後に落馬転倒し、21日に頭部外傷による尿毒症を併発して死去。
- 志村功（中央競馬・1964年落馬、死亡）8月15日の中京競馬第3競走（速歩）で、発走直後に馬に蹴られた後に落馬し、頭部陥没骨折により即死。
- 小泉明東（中央競馬・1969年落馬、死亡）東京競馬場での調教試験中に落馬、殉職した。
- 小野定夫（中央競馬・1969年落馬、死亡）
- 石井正善（中央競馬・1969年落馬、死亡）『馬事公苑花の15期生』。
- 丸目敏栄（中央競馬・1971年落馬、引退）引退後は調教師として競馬界に復帰したが、1980年8月4日に急死した。
- 秋元松雄（中央競馬・1976年落馬、1977年死亡）1976年の中京競馬で落馬し、翌1977年1月28日に死去。
- 佐藤政男（中央競馬・1977年落馬、死亡）『馬事公苑花の15期生』。4月24日の東京競馬で、騎乗馬の手綱が切れ、その後騎座変によって落馬した際に頭を蹴られ、翌25日に死去。
- 坂本恒三（中央競馬・1977年落馬、死亡）9月3日の函館競馬最終競走で、1コーナー通過時に馬が故障して落馬。脳挫傷により7日に死去。
- 角田次男（船橋・1977年落馬、引退）落馬事故の際に騎乗していたサギヌマグツドリーは、この年の関東オークス優勝馬。
- 松若勲（中央競馬・1977年落馬、死亡）京都競馬の平地競走で落馬（7頭が落馬）。中央競馬の1レース落馬頭数ワースト2位タイである。
- 町屋幸二（中央競馬・1978年落馬、死亡）8月12日の新潟競馬第1競走（アラ系3歳未勝利）で、3コーナーで落馬。病院に運ばれたが、肋骨骨折による内臓損傷により死去。
- 福永洋一（中央競馬・1979年落馬、引退）『馬事公苑花の15期生』。毎日杯で落馬。
- 坂本敏美（名古屋・1985年落馬、引退）後の東海地区のエース・安藤勝己が敵わなかった天才として知られる。
- 斎藤仁作（中央競馬・1987年落馬、死亡）東京競馬の障害競走で落馬。
- 藤井勝也（福山・1990年落馬、死亡）福山競馬で落馬、入院加療を続けていたが事故の後遺症による心臓麻痺で同年3月に死去。
- 玉ノ井健志（中央競馬・1992年落馬、死亡）中山競馬の平地競走で落馬、5日後に死去。競馬学校騎手課程卒業生では初の殉職者。
- 岡潤一郎（中央競馬・1993年落馬、死亡）京都競馬の平地競走で落馬。一部においては今日でも「武豊のライバルに成り得る騎手だった」と評されている。
- 柴田政人（中央競馬・1994年落馬、引退）『馬事公苑花の15期生』。東京競馬の平地競走で落馬。引退後は調教師に転業し、2019年の定年まで務めた。
- 清水英次（中央競馬・1994年落馬、引退）この時の後遺症が長く尾を引き、2005年7月5日に死去した。
- 北川和典（中央競馬・1995年落馬、1998年引退）小倉競馬の障害競走で落馬。後遺症により復帰できず、引退。
- 北村卓士（中央競馬・1998年落馬、2000年引退）新潟競馬の障害競走で落馬。後遺症により復帰できず引退、2019年12月に死去。
- 松井達也（浦和・2000年落馬、死亡）浦和競馬で落馬。結婚式を間近に控えた中での悲劇となった。
- 竹本貴志（中央競馬・2004年落馬、死亡）中山競馬の障害競走で落馬。騎手デビューしてわずか3週目での惨事だった。
- 常石勝義（中央競馬・2004年落馬、2007年引退）『競馬学校花の12期生』。デビュー年の1996年にも障害競走で落馬、脳挫傷で一時重態となっていたが復帰した。しかし、2度目の落馬事故で再び脳挫傷など受傷し、騎手引退を余儀なくされたが、その後、障碍者馬術競技の選手に転向した。
- 佐藤隆（船橋・2006年落馬、死亡）浦和競馬で落馬、入院加療を続けるも3か月後に死去。
- 石山繁（中央競馬・2007年落馬、2009年引退）阪神競馬の障害競走で落馬。騎手引退を余儀なくされたが、その後、障碍者馬術競技の選手に転向した（現在は馬術競技も引退）。
- 塚田祥雄（中央競馬・2007年落馬、2010年引退）函館競馬の平地競走で落馬。
- 佐藤哲三（中央競馬・2012年落馬、2014年引退）京都競馬の平地競走で落馬。引退後は競馬評論家に転業。
- 本多正賢（船橋・2011年落馬、2014年引退・死亡）川崎競馬で落馬、入院加療を続けるも、騎手免許失効後の2014年11月に死去した。
- 高嶋活士（中央競馬・2015年落馬、2016年引退）東京競馬の障害競走で落馬。騎手引退を余儀なくされたが、その後、障碍者馬術競技の選手に転向し2020年東京パラリンピックに出場している。
- 鈴木麻優（岩手・2017年落馬、2018年引退）盛岡競馬で落馬。引退後は競馬評論家に転業。
- 妹尾将充（高知・2022年落馬、2024年引退）3月2日の高知競馬で4頭が落馬する多重事故で第9胸椎脱臼骨折、脊髄損傷で下半身不随となり車椅子での活動を余儀なくされ、2024年11月に引退を表明した[7]。
- 柳田泰己（ニュージーランド・2022年落馬、死亡）8月3日のケンブリッジ競馬場での平地競走で落馬。意識不明の状態で病院に搬送され治療を受けたが、頭と脊椎に深刻な損傷を受けており、同月9日に死去した。
- 柏木健宏（大井・2019年落馬、2023年引退）大井競馬で落馬。一時意識不明の重体に陥ったが、乗り運動が可能になるまで回復するも、2023年3月に引退。
- 藤井勘一郎（中央競馬・2022年落馬、2024年引退）福島競馬の平地競走で落馬。脊髄損傷で下半身の感覚を失い、車椅子での活動を余儀なくされたことで、2024年2月に引退。
- 塚本雄大（高知・2024年落馬、死亡）3月24日の高知競馬で落馬、救急搬送されたが同日に死亡した[8]。
- 藤岡康太（中央競馬・2024年落馬、死亡）4月6日の阪神競馬で落馬。意識不明の状態で病院に搬送され治療を受けたが、同月10日に死去。
- 白浜雄造（中央競馬・2022年落馬、2025年引退）小倉競馬の小倉サマージャンプで落馬。懸命のリハビリに励むも、2025年に引退。

1954年以降の日本中央競馬会において、競走中の落馬事故により殉職した騎手は20人とされている（2024年4月10日現在）。この他にも、調教中の落馬事故で死亡したり、騎手業からの引退を余儀なくされた例や、後藤浩輝のように複数回の落馬による怪我を苦に自殺に至った例も存在する。

## 馬術競技における落馬
馬術競技（馬場馬術、障害飛越競技など）においては、落馬した場合は失権となり、それ以後の競技を続行することはできない。競技点も得ることはできない。
競馬とは異なり、馬術競技では全力で襲歩をさせるわけではないので、正常な運動の状態で競技選手が落馬するような例はほとんど見られない。馬術競技において発生する落馬は、たとえば馬が何かに驚いて急に跳ねた場合、何かにつまずいて転んだ場合、障害を前にして拒止した場合などが大半である。
競技ではない、乗馬クラブや学校馬術部などでのレッスンや部班運動などの練習においては、騎乗者の未熟により馬上でのバランスを取り損ねての落馬もある。
通常、落馬による負傷や死亡事故を避けるため、ヘルメットやプロテクターベストの着用を義務付けたり推奨している場合が多いが、馬場馬術の競技のように、正装での騎乗が求められる場合にはその限りではない。
乗馬・馬術においては、落馬時の対処について、以下のように指導されている。
- 馬の首にしがみついた場合、回転して馬の前に落ちてしまわないように注意する。前に落ちてしまうと、そのまま馬に踏まれてしまう危険性があるため。
- 落ちるときはできるだけ鐙を外す。鐙を支点として回転して頭から落ちると危険なため。
- 着地するまではできるだけ手綱から手を離さない。これにより足のほうから着地できる可能性が高まるため。
- 着地した後はすぐ手綱を放す。手綱を持ち続けていると、走り去ろうとする馬に引きずられてしまう危険性があるため。

## 落馬の一覧

### 競馬

#### 日本の競馬における主な落馬事故
平地競走
- 1956年日本ダービー - 重馬場の上に27頭立てということもあり、外枠の有力馬キタノオー・ヘキラクが早めに有利なポジションを確保しようと内に馬体を寄せた結果、1コーナーで馬群が内側に詰まり混乱が発生し、その中で行き場を失った内枠のエンメイとトサタケヒロが落馬。故障を発症したエンメイは予後不良となり、エンメイの馬主で作家の吉川英治はそれにショックを受けて馬主業から撤退した。エンメイ鞍上の阿部正太郎も騎手としては引退に追い込まれる瀕死の重傷を負った。この事故がきっかけとなり、日本中央競馬会は事故防止委員会を設立した。また、事故調査委員会も開かれ、6月の梅雨による馬場の悪化の影響を指摘。それ以降のダービーについて「5月の最終日曜日に実施する」という原則を発表した。加えて、それまで障害競走のみで使用されていたヘルメットを平地競走でも導入することとなった。
- 1967年阪神大賞典 - 1965年のダービー馬キーストン(山本正司騎乗)が最後の直線で故障、山本が落馬。予後不良となる程の重傷を負いながらも、失神している山本を気づかうような仕種を見せたキーストンの姿は、後々までの語り種になっている。
- 1985年の札幌日経賞で、スタート直後に落馬したギャロップダイナが鮮やかな好位差しで“1位入線”を果たし、この年の年末スポーツ特番の格好のネタとなった。なお、グレード制施行後の重賞レースでスタート直後に落馬した馬が“1位入線”したケースは1993年の京阪杯（ワイドバトル）、2008年のエリザベス女王杯（ポルトフィーノ）[10]、2010年のユニコーンステークス（コスモセンサー）、2012年の全日本2歳優駿（アメイジア）の例がある。なお、ポルトフィーノに騎乗していた武豊は2002年菊花賞でも落馬しており、GI級競走で複数回スタート直後に落馬した史上初めての事例となった。
- 1990年、前年の阪神3歳ステークス優勝馬のコガネタイフウは、1年で2度平地競走で落馬している。3月4日のペガサスステークス、10月20日のカシオペアステークス（オープン特別）である。いずれも騎手は田原成貴でペガサスステークスでは腰椎・骨盤を骨折する重傷を負ったが、馬はいずれのレースでも故障はなかった。なお同馬はのちに障害競走にも出走した(3戦して落馬なし)。なお、1年に2度平地競走で落馬した馬には、ギガンティック（翌年も平地競走で1回落馬）、アルドラゴン、タナトスがいる。
- 1995年第36回宝塚記念 - ライスシャワーが第3コーナーの坂の下り（この年は京都競馬場で開催）で故障を発生し転倒。鞍上の的場均が落馬し馬は予後不良となる。のちに京都競馬場内をはじめ数か所に同馬の記念碑が建てられた。
- 2001年京都大賞典 - ステイゴールドが最後の直線で斜行し、ステイゴールドとテイエムオペラオーの間に挟まれたナリタトップロード鞍上の渡辺薫彦が落馬。審議の結果ステイゴールドは1位入線も失格となり、2位入線のテイエムオペラオーが繰り上がり優勝した。
- 2007年1月27日の東京競馬場において、第2競走から3レース連続して計9頭の落馬事故が起こった。また第10競走でも1頭が故障して落馬。同じ日の小倉競馬場で2頭、翌1月28日の京都競馬場でも2頭が落馬しており、2日間で14頭落馬したことになる。このほか28日の小倉第4競走の新馬戦では1着馬が入線後に落馬している。
- 2010年1月11日の中山競馬場において、第4競走・3歳新馬でノボプロジェクトが第4コーナーで急に外側へ斜行したことの影響で出走16頭中9頭が落馬した[11]。1つのレースでの落馬頭数としては中央競馬史上最多。ノボプロジェクトは1位入線も失格となり、騎乗していた三浦皇成は進路妨害が認められ、4日間の騎乗停止となった。落馬した9頭に異状はなかったが、内田博幸が左尺骨近位骨幹部骨折の重傷を負うなど騎手6人が負傷や検査によりその後のレースの騎手変更を余儀なくされた（詳細については9頭落馬事故を参照）。なお、地方競馬の多頭数の落馬事故では1979年2月に園田競馬場で出走11頭中8頭[12]が落馬、重賞級競走では2023年11月に門別競馬場の道営記念で出走11頭中6頭が落馬する[13]事故が発生している。
- 中央競馬のGI級競走における1番人気馬の落馬の例としては、1969年の日本ダービーでのタカツバキ（スタート直後に落馬）、2002年の菊花賞でのノーリーズン（スタート直後に躓き落馬）がある。

障害競走
- 障害競走では複数頭の落馬がたびたび発生している。1985年の中山大障害（春）では、名物の大竹柵障害で出走馬10頭中6頭が一挙に落馬、完走したのは半数以下の4頭だった。1999年の京都ハイジャンプでは13頭中7頭が、2003年の阪神スプリングジャンプでは14頭中6頭が、2010年12月4日の阪神競馬第4競走障害未勝利戦においても14頭中7頭[14]が落馬している。2001年の中山グランドジャンプでは、向正面の2号坂路（バンケット）の下りで先に転倒した馬に後続の3頭が巻き込まれて落馬したが、このうちの1頭のランドが再騎乗して完走した。
- 1964年3月8日の中京競馬場でのサラ系障害戦では、出走頭数4頭のうち3頭が落馬し、1頭（アルプスオー）のみ完走を果たした。この為、単勝式馬券のみ的中となり、連勝式馬券は買い戻しとなった。
- 1965年1月4日の第1回中山競馬第2日目の第3競走サラ障害オープン戦（勝ち馬フジノオー）において、サチオンワードに騎乗していた坪井正美は、最終障害で落馬転倒して後続の馬に頭を蹴られ、前頭部頭蓋骨陥没骨折および側頭部開放性骨折の重傷を負った。特に側頭部の骨折箇所からは脳が見える程の大怪我であったが、すぐに病院へ搬送されて緊急手術を受けた結果、奇跡的に回復。年内には復帰して14勝を挙げ、1980年に引退するまで活躍した。
- 1970年5月17日に行われた、第5回阪神障害ステークスでは、出走馬4頭中3頭が落馬し、1番人気のツキヒデキング（佐山優騎手騎乗）が優勝した。また落馬した3頭のうち、最低人気のダイニトップレディは、高見常正騎手が再騎乗の上完走した為[注釈 1]、連勝式馬券の買い戻しは発生しなかった。

#### グランドナショナルにおける落馬事故
- 1928年のレースでは、キャナルターンで集団落馬が発生し、出走馬42頭の殆どが落馬。ティペラリーティムのみが無事故で完走し優勝。2着には再騎乗のビリーバートンが入り、結局この2頭のみが完走した。
- 1967年には、馬群の先頭を走っていたカラ馬が23番目のフェンス直前で急にストップするというアクシデントにより、後続の20頭以上の馬が落馬、又は立往生してしまった。その時、先頭から50馬身近く離された位置にいたフォイネイボンだけが、混乱を避けて飛越し、体勢を立て直した後続馬に50馬身差の差をつけ、そのまま後続を振り切って1着でゴールイン、101倍の大穴となった。
- 2001年には、キャナルターンでカラ馬が手前を横切り10頭が落馬、又は立往生する大事故が起こった。出走馬38頭の殆どが落馬。レッドマローダーとスマーティの2頭が無事故で完走。3着と4着に19番目の障害で落馬し、再騎乗のブローイングウインドとパピヨンが入り、結局この4頭のみ完走した。（1980年にも出走馬30頭。完走はわずか4頭だった。)

#### アメリカ競馬における落馬事故
- 1940年の全米リーディングジョッキーを獲得した、21歳の若手騎手アール・デューは、1941年2月2日に主戦場であるメキシコのアグア・カリエンテ競馬場において、自身へのリーディングジョッキー表彰と記念の金時計の授与式が行われた直後、第6競走で騎乗馬が直線半ばで故障し、落馬したところにさらに2頭の馬が激突するという事故に遭遇、頭蓋骨骨折による脳内出血の為、搬送中の救急車の車中で死亡した。
- シービスケットの主戦騎手であったジョージ・ウルフは、1946年1月3日のサンタアニタパーク競馬場の第4競走において落馬し、翌日死亡した。1950年には、故人を記念して「ジョージ・ウルフ記念騎手賞」が創設されている。
- セクレタリアトの主戦騎手であったロン・ターコットは、1978年7月13日のベルモントパーク競馬場での競走中に落馬、頭部を強打し半身不随の重傷を負った為、騎手を引退したが、翌年にはアメリカ競馬殿堂入りを果たしている。
- 1974年に日本での騎乗経験もあるマイク・ベネツィアは、ニューヨーク地区での有力騎手として活躍していたが、1988年10月13日のベルモントパーク競馬場の第5競走で騎乗馬が故障して落馬した際、後続の馬に頭を蹴られて即死した。故人を記念して、マイク・ベネツィア記念賞が創設されている。

#### その他
- 1997年4月に行われたドバイワールドカップにて、日本から遠征したホクトベガが転倒、さらにその巻き添えになった馬にも衝突されてしまい左前腕節部複雑骨折の重傷を負い、予後不良となった。ホクトベガはこの競走を最後に競走馬を引退し、繁殖牝馬として渡欧する予定になっていたが、不運な形で競走馬としての生活にピリオドを打った。
- 2022年9月30日にサンクルー競馬場で行われた競走にて、クリストフ・スミヨンが肘打ちでロッサ・ライアンを落馬させたことにより、スミヨンは妨害行為により失格かつ2ヶ月の騎乗停止処分、ライアンが騎乗していたキャプテンウィルズバの輸送費をスミヨンが支払うという厳罰となった。

### 競馬以外での落馬
- 1337年 - 新田義貞が藤島城攻めで落馬後に矢を受けて敗死。
- 1430年 - ジャンヌ・ダルクがコンピエーニュ攻めで落馬、捕縛されて後処刑される。
- 1626年 - 徳川家光が高田馬場へ狩猟に向かう途中の早稲田にて落馬。現地には現在も「落馬地蔵」がある。
- 1793年 - テロワーニュ・ド・メリクールが対立する派閥と揉み合いの末落馬、裸にされて暴行された。
- 1841年 - レーデイ・クラウディアが軍事演習を見物中に落馬、演習中の軍馬に踏み殺された。
- 1868年 - フリードリヒ・ニーチェが志願入隊したプロイセン王国軍で、訓練中に落馬して大怪我をしたために除隊した。
- 1889年 - ベル・スターが何者かの襲撃を受けて落馬、立ち上がろうとした所をショットガンで肩周りと顔面を撃ち抜かれ死亡。
- 1939年 - 周恩来が落馬しその後右腕が不自由になる。以後物を書くときは不自然な体勢になった。
- 1984年 - 関税庁長、慶熙大学校行政大学院長を務めた崔大賢が落馬により重体となり病院へ搬送されたが翌日死去した。
- 1995年 - 俳優のクリストファー・リーヴが馬術大会の競技中に落馬。脊髄損傷により俳優の引退を余儀なくされた。後に福祉活動家となり、自身も負った脊椎損傷の回復の研究などの支援も行った。
- 1998年 - 俳優のトミー・リー・ジョーンズがポロの試合中に落馬。
- 2005年 - 歌手のマドンナが誕生日に自宅で乗馬中に落馬。肋骨と鎖骨、腕の骨を骨折する重傷。
- 2006年 - ドーハ・アジア大会の馬術競技中、韓国代表の金亨七選手が馬とともに転倒・落馬し、馬の下敷きになり死亡。
- 2020年 - 歌手のMISIAが『news23』（TBSテレビ）のロケ中に落馬し、胸椎を骨折して全治6週間のけがを負った[15]。